# 芳香石豆兰
芳香石豆兰（学名：Bulbophyllum ambrosia）为兰科石豆兰属下的一个种。

## 扩展阅读
- 維基物種上的相關：芳香石豆兰